# Domaine de la Baronnie (Bretteville-sur-Odon)
Pour les articles homonymes, voir Domaine de la Baronnie.
Le domaine de la Baronnie de Bretteville-sur-Odon est une ancienne seigneurie de l'abbaye du Mont-Saint-Michel. Le centre du domaine de la baronnie, situé à Bretteville-sur-Odon, près de Caen, comprend les vestiges d'une église, une grange aux dîmes, un manoir et divers bâtiments agricoles.

## Localisation
Le domaine est situé dans le centre de Bretteville-sur-Odon, sur la rive nord du Petit Odon. Il est situé à environ 650 m à l'ouest de l'ancienne église Notre-Dame.

## Histoire
Le site est occupé depuis les VIIe et VIIIe siècles. Des sondages autour de l'église Saint-Pierre et de son cimetière ont permis de mettre au jour les vestiges de la première abside de l'église. Gunnor de Normandie reçoit le domaine en douaire avant son mariage avec le duc de Normandie Richard Ier qui meurt en 996. Vers les années 1015 ou 1025, la veuve lègue le domaine à l'abbaye du Mont-Saint-Michel.
Le domaine représente environ 600 hectares qui s'étendent sur Bretteville-sur-Odon  et sur Verson. À partir du XVe siècle, le domaine est administré par un fermier général.
Le domaine est peu touché par les conflits qui dévastent la Normandie (guerre de Cent Ans ou guerres de religion), mais ne résiste pas à la Révolution française. Il est démantelé entre 1790 et 1793. Le centre de la baronnie devient une exploitation agricole. Au XIXe siècle, l'église Saint-Pierre, abandonnée, tombe en ruine et la porterie disparait à son tour en 1966.
En 1989, la commune de Bretteville-sur-Odon rachète le domaine. Il est alors restauré et transformé en centre culturel et de réception.

## La Complainte des vilains de Verson
La Complainte des vilains de Verson est un texte datant du XIIIe siècle détaillant les corvées et droits seigneuriaux à la charge des paysans de Verson qui faisait partie du domaine de la baronnie. Ce texte apporte un témoignage des rapports sociaux au Moyen Âge.

## Architecture
Les façades et toitures des deux bâtiments agricoles nord-est et sud-est, à l’exclusion des adjonctions du XIXe siècle sont inscrites à l'inventaire supplémentaire des monuments historiques (ISMH, 26/04/1990), alors que les vestiges de la porterie, le logis des moines, la grange dîmière et les vestiges de l’ancienne église paroissiale sont classés (CLMH, 15/03/1993).

### La grange à dîme

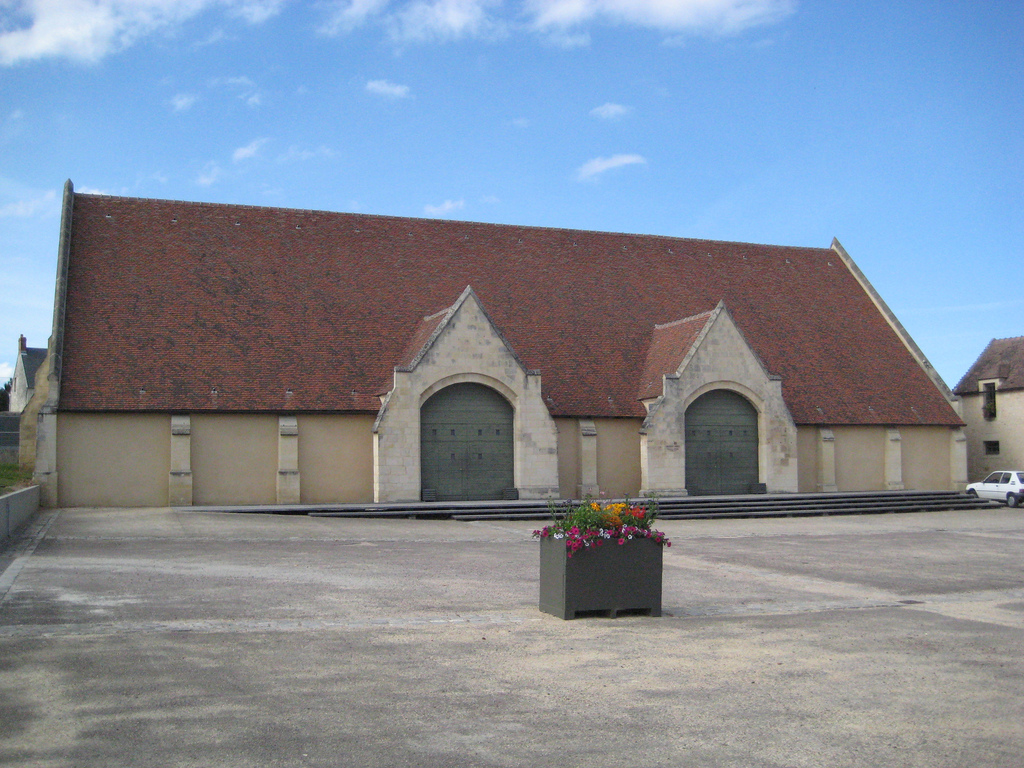
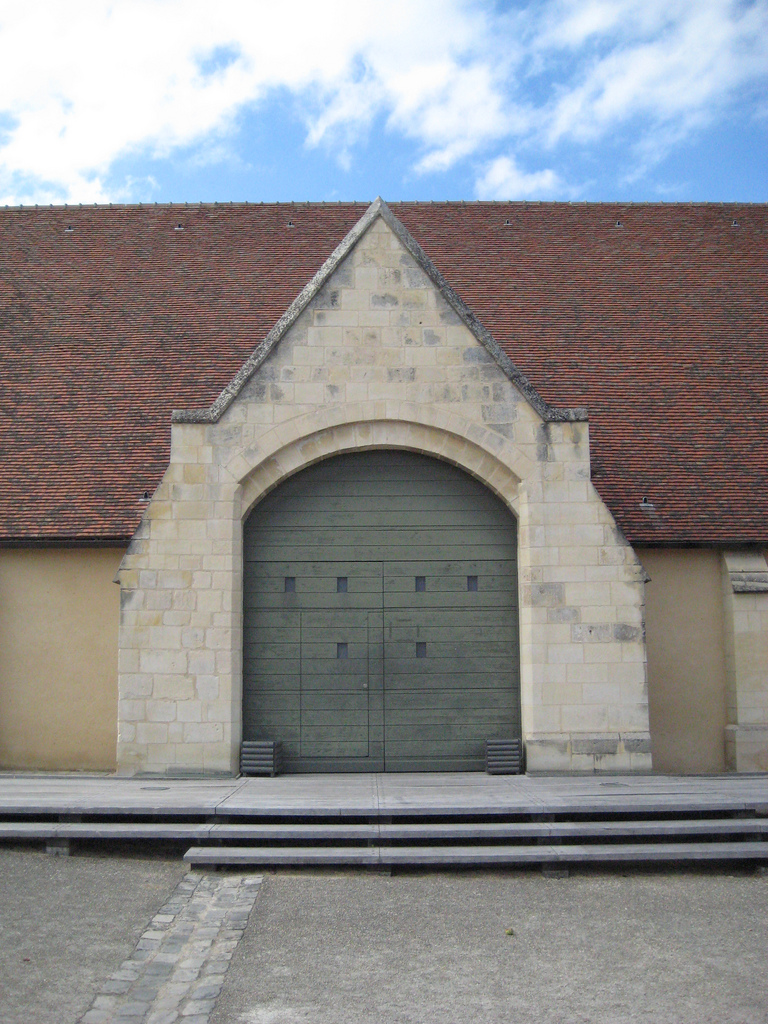

### Le manoir

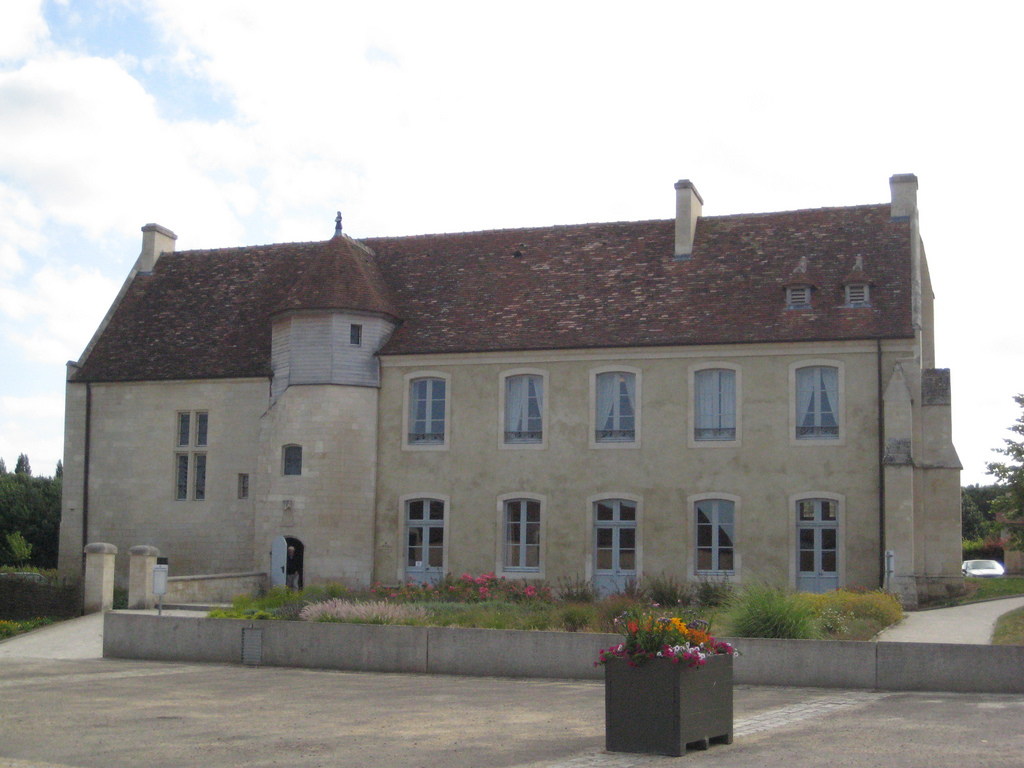
Côté cour
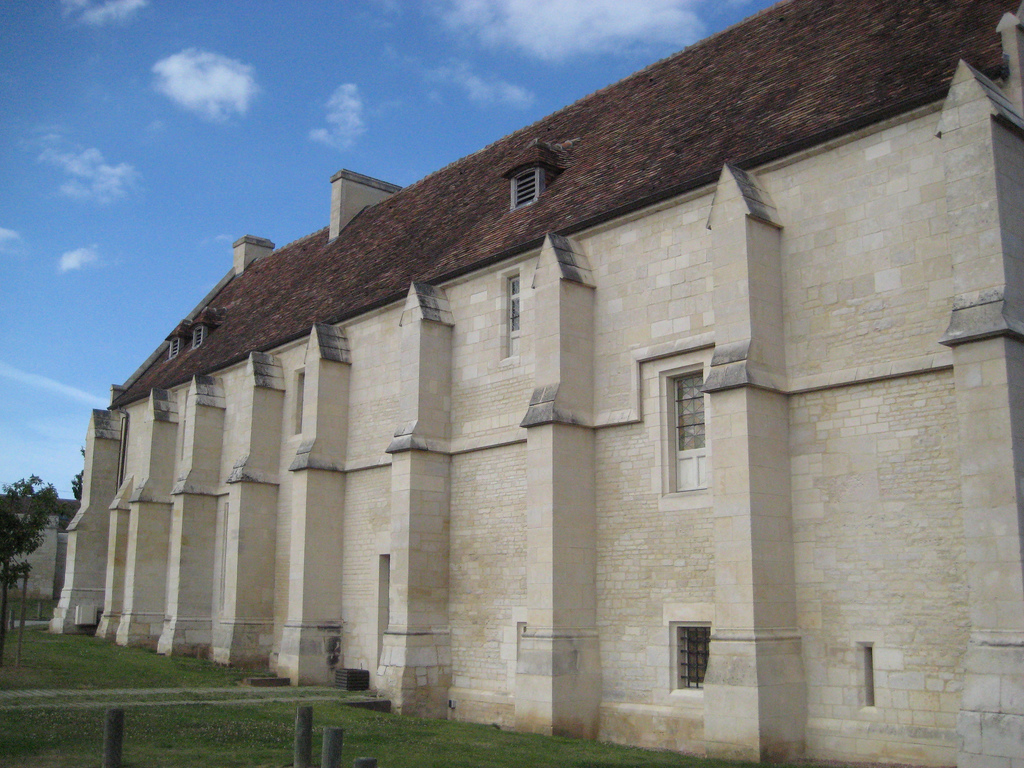
Côté jardin

### L'église Saint-Pierre

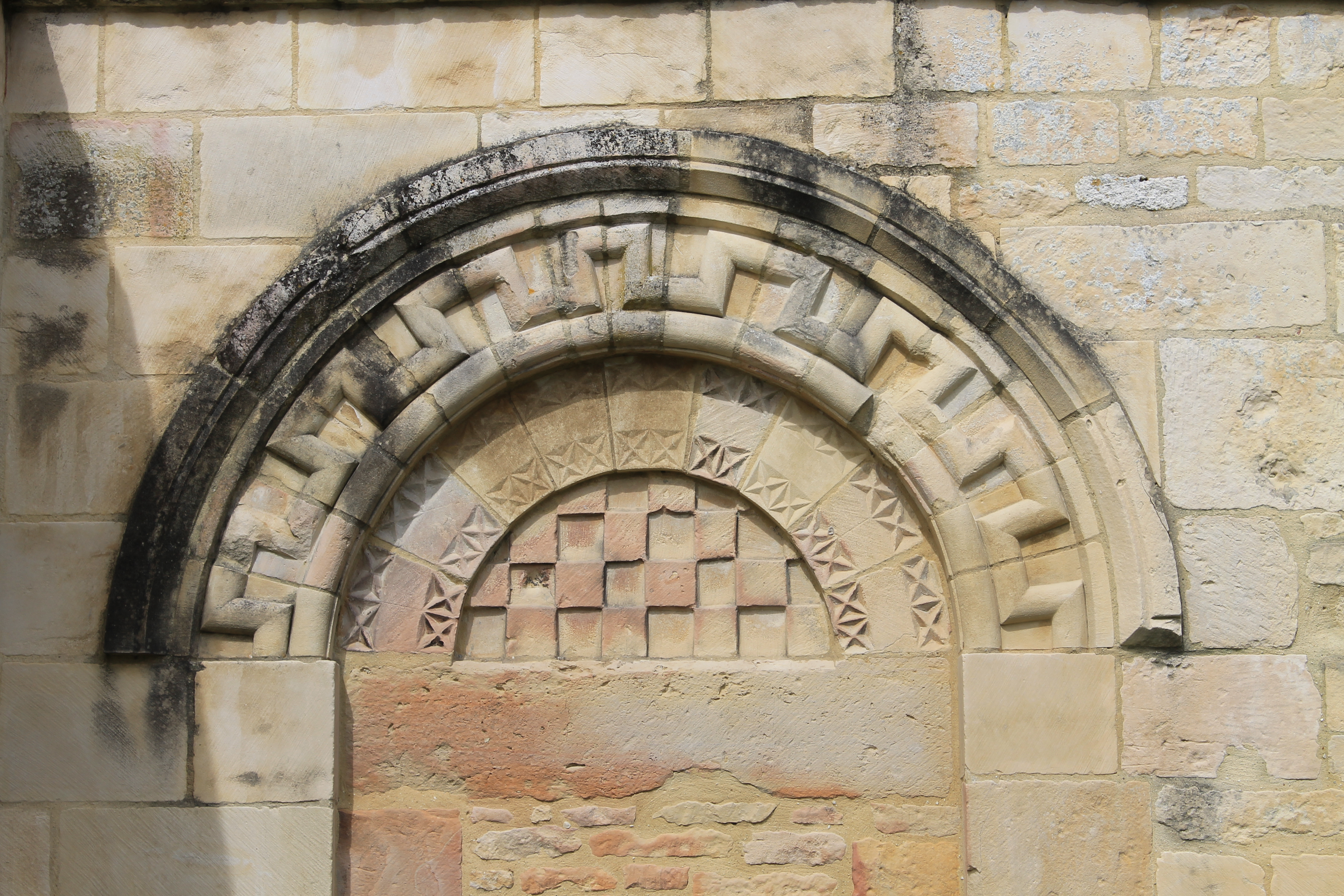
Linteau de porte
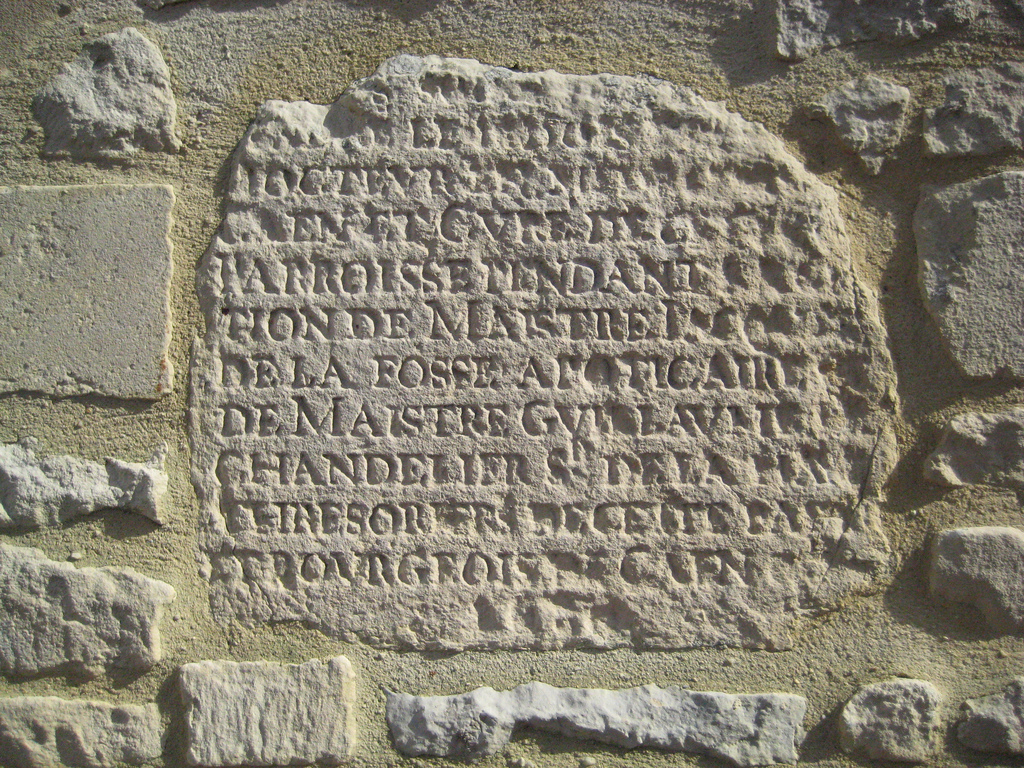
Pierre gravée

### Les bâtiments agricoles

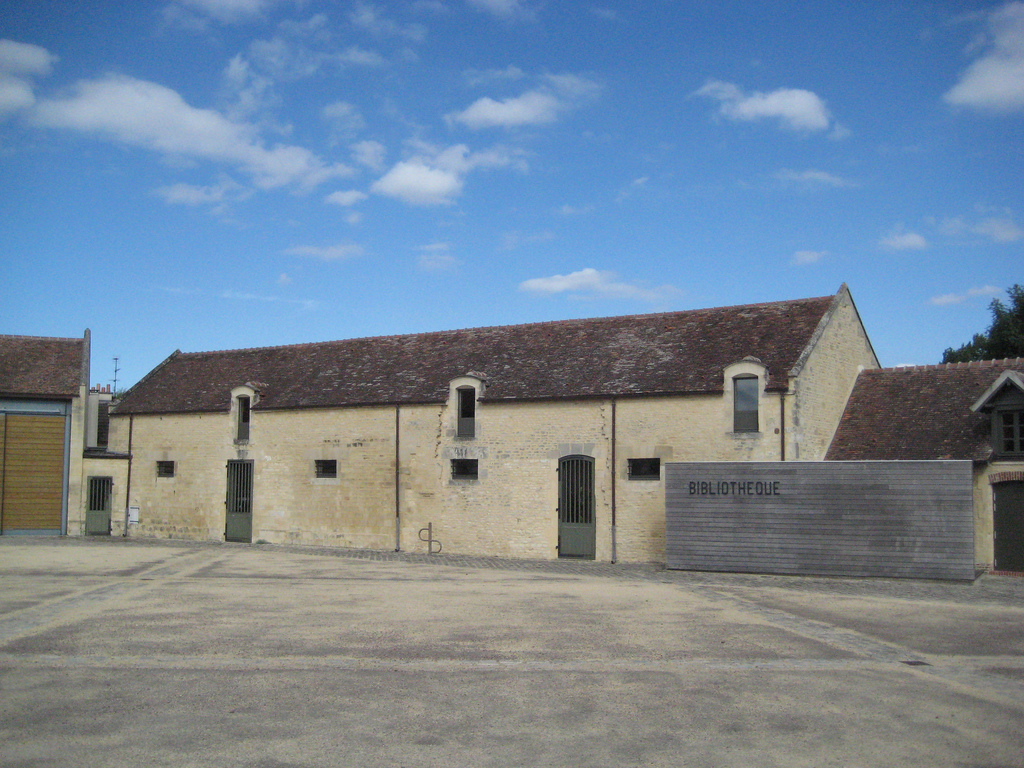
Les écuries
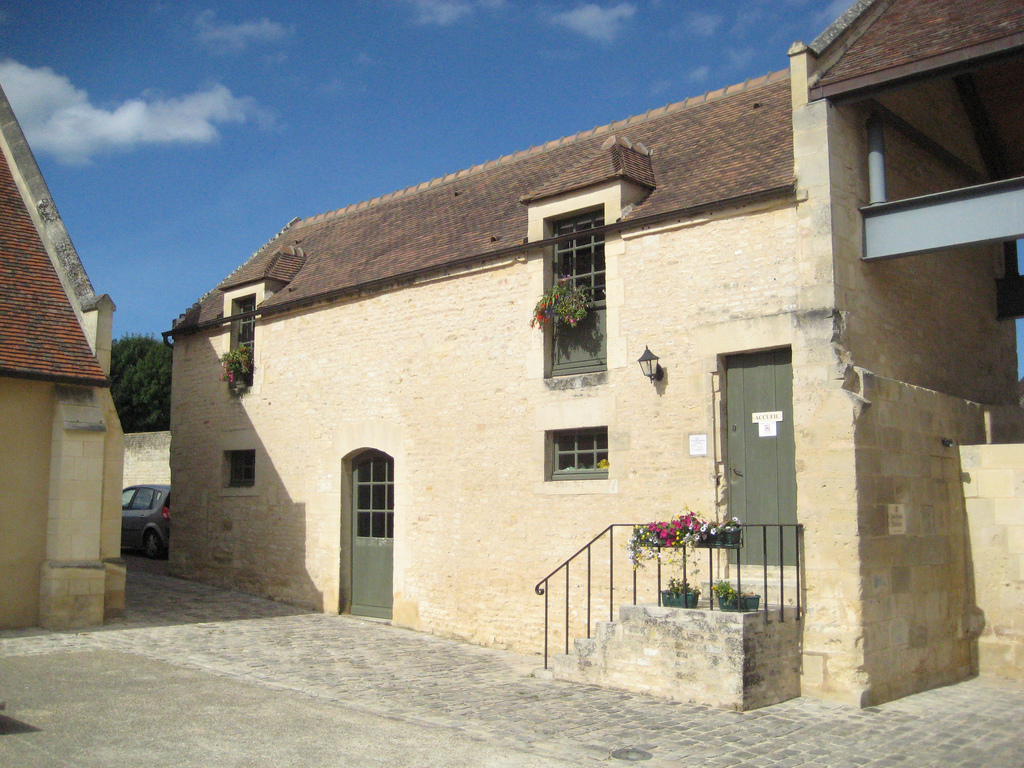
L'accueil